# Topeka (Illinois)
Topeka è un comune degli Stati Uniti d'America, situato nello Stato dell'Illinois, nella contea di Mason.